# استفاده از زور (اجرای قانون)

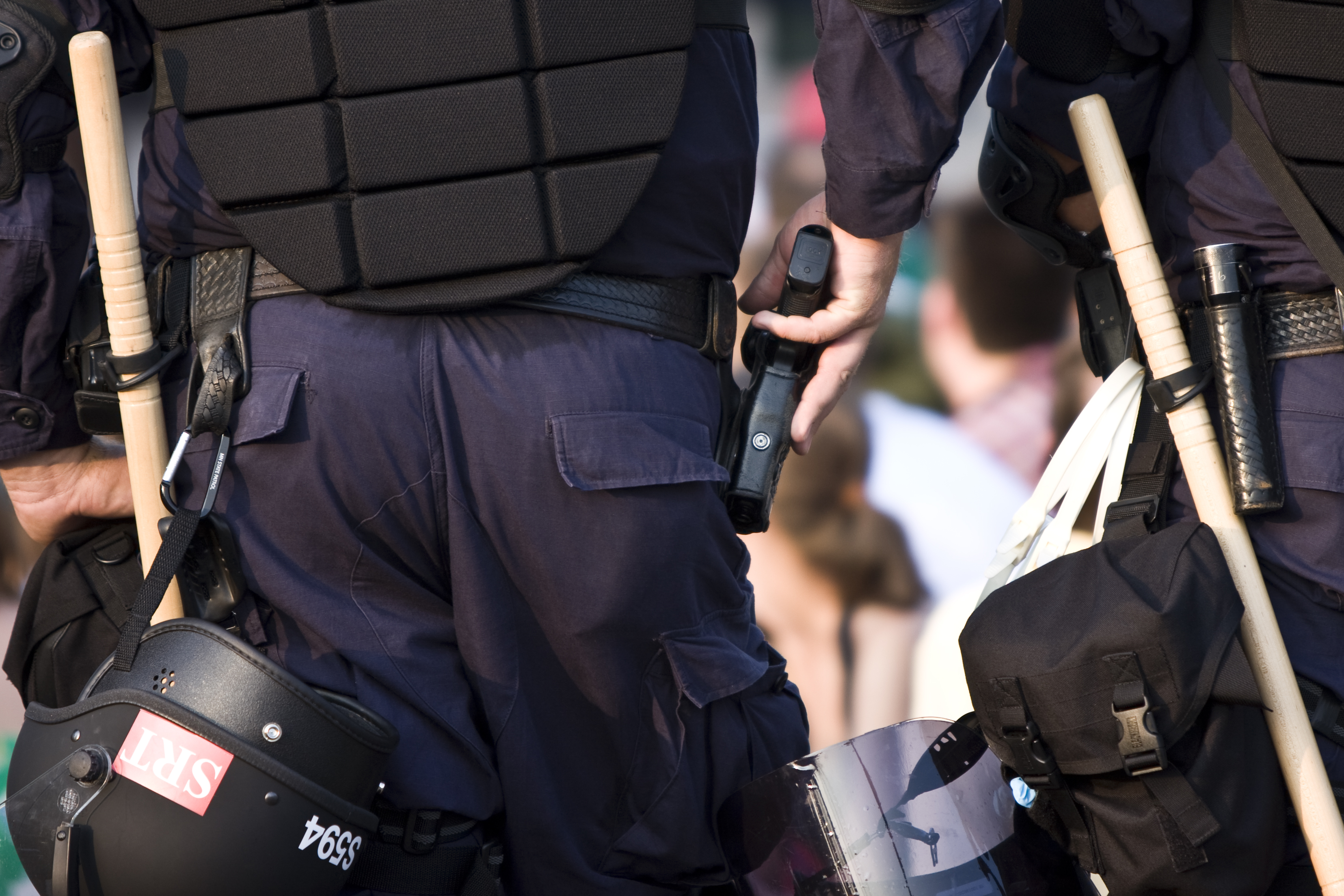
پلیس سنت پل SRT در حال نشان دادن یک اسلحه گرم در غلاف اسلحه

استفاده از زور، در زمینه اجرای قانون، به عنوان "میزان تلاش مورد نیاز پلیس برای اجبار به فرمانبرداری توسط یک سوژه - که با پلیس همکاری نمی‌کند-" تعریف شود.
دکترین (یا فلسفه) استفاده از زور می‌تواند توسط افسران مجری قانون و نیروی نظامی در وظیفه نگهبانی به کار گرفته شود. هدف از چنین دکترین‌هایی ایجاد تعادل بین نیازهای امنیتی با نگرانی‌های اخلاقی برای حقوق و رفاه متجاوزان یا مظنونین است. جراحات وارده به غیرنظامیان معمولاً به این شکل توجیه می‌شود که عمل، جهت دفاع از خود بوده و در صورت مرگ افراد، قتل قابل توجیه در نظر گرفته می‌شود.
پلیس تنها در صورت ناکافی بودن اعمال متقاعدسازی، نصیحت و اخطار، تا حدی که برای تأمین رعایت قانون یا برقراری نظم لازم است، از نیروی فیزیکی استفاده می‌کند.
به نیروهای نظامی ایالات متحده که وظیفه نگهبانی دارند، قبل از انتصاب در پست خود، توسط گروهبان گارد «توضیحات استفاده از نیرو» داده می‌شود.
برای قانون انگلیس در مورد استفاده از زور در پیشگیری از جرم، به دفاع از خود در حقوق انگلیس مراجعه کنید. موضع استرالیا در مورد استفاده از نیروها برای پلیس غیرنظامی توسط مایکل هود در Calling Out the Troops: Disturbing Trends and Unsponsed Questions بیان شده است. «استفاده از نیروی مرگبار توسط خدمات پلیس آفریقای جنوبی که دوباره بازدید شد» توسط Malebo Keebine-Sibanda و Omphemetse Sibanda را مقایسه کنید.

## تاریخ
استفاده از زور مأموران اجرای قانون، با ترس از اینکه افسران از قدرت خود سوء استفاده کنند، بازمی‌گردد. در جامعه امروزی این ترس هنوز وجود دارد و یکی از راه‌های رفع این مشکل، الزام پلیس به استفاده از دوربین‌های - متصل به - بدن و روشن کردن آن در تمام تعاملات با شهروندان است.

## استفاده از نیروی (پیوستار)
استفاده از نیرو ممکن است با استفاده از نیروی پیوسته استاندارد شود، که دستورالعمل‌هایی را در مورد درجه نیرو مناسب در یک موقعیت خاص ارائه می‌دهد. در این حالت، افراد پنج مرحله بسیار تعمیم یافته را شناسایی می‌کند که از حداقل استفاده از نیرو به بیشترین افزایش می‌یابد. این نوع پیوستار به‌طور کلی دارای سطوح متعددی است و به افسران دستور داده می‌شود که با سطح نیرو متناسب با موقعیت مورد نظر واکنش نشان دهند و اذعان کنند که افسر ممکن است در عرض چند ثانیه از یک قسمت از زنجیره به قسمت دیگر حرکت کند.

## رویه قضایی آمریکا

### گراهام v. کانر (۱۹۸۹)
در ۱۲ نوامبر ۱۹۸۴، گراهام که یک دیابتی بود، احساس کرد که واکنش انسولین شروع می‌شود و به همراه یکی از دوستانش برای گرفتن مقداری آب پرتقال به فروشگاه رفتند. وقتی مغازه خیلی شلوغ بود، او و دوستش به خانه دوست دیگری رفتند. در میان همه اینها، افسر کانر، از اداره پلیس اداره پلیس شهر شارلوت، او را زیر نظر داشت. در حالی که به سمت خانه دوست می‌رفتند، افسر آن دو را متوقف کرد و درخواست کمک کرد. پس از رسیدن چند افسر دیگر، یکی از آنها گراهام را دستبند زد. در نهایت، وقتی کانر متوجه شد که هیچ اتفاقی در فروشگاه نیفتاده است، افسران، گراهام را به خانه بردند و او را آزاد کردند. در طول این رویارویی، گراهام دچار شکستگی پا، بریدگی روی مچ دست، پیشانی کبودی و کتف زخمی شد. در پرونده مورد بحث، گراهام علیه. کانر (۱۹۸۹)، دادگاه عالی اعلام کرد که این که کانر با حسن نیت عمل کرده است یا خیر، مهم نیست، زیرا استفاده از زور باید بر اساس منطقی بودن عینی آن قضاوت شود. دادگاه در تعیین «معقول بودن عینی» زور، مجموعه‌ای از سه عامل را تعیین کرد: «شدت جرم»، «این که آیا تهدیدی فوری برای امنیت مأموران یا دیگران وجود دارد» و «این که مظنون مقاومت فعال در برابر دستگیری یا فرار».

### تنسی v. گارنر (۱۹۸۵)
در ۳ اکتبر ۱۹۷۴، افسران التون هیمون و لزلی رایت از اداره پلیس ممفیس برای پاسخگویی به سرقت احتمالی فراخوانده شدند. وقتی آنها به محل حادثه رسیدند، زنی که در ایوان ایستاده بود شروع به گفتن کرد که صدای شکستن شیشه را شنیده و معتقد است که خانه همسایه در حال شکستن است. افسر هایمون برای بررسی رفت و در آنجا ادوارد گارنر را دید که در حال فرار از صحنه بود. در حالی که گارنر از دروازه بالا می‌رفت، هایمون فریاد زد «پلیس، توقف کن» و زمانی که گارنر موفق به انجام این کار نشد، هایمون با وجود اینکه «به‌طور منطقی مطمئن بود» که گارنر غیرمسلح است، به‌طور مرگباری از پشت سر به گارنر شلیک کرد. دادگاه عالی، در تنسی علیه. گارنر، این نیروی مرگبار ممکن است برای جلوگیری از فرار یک جنایتکار در حال فرار تنها در صورتی مورد استفاده قرار گیرد که افسر دلیل احتمالی برای این باور داشته باشد که مظنون خطری جدی برای افسر یا دیگران دارد.

### پین v. پولی (۲۰۰۳)
پین v. پاولی پرونده ای در دادگاه تجدیدنظر ناحیه هفتم فدرال است که معتقد بود استفاده از زور باید معقول و در واقع ضروری باشد تا از شکایت زور بیش از حد جلوگیری شود.

### نلسون v. شهر دیویس (۲۰۰۴)
در ۱۶ آوریل ۲۰۰۴، چیزی که قرار بود به عنوان «بزرگ‌ترین مهمانی تاریخ» شناخته شود در پیک نیک سالانه UC Davis برگزار شد. با توجه به تعداد زیاد شرکت کنندگان در این مهمانی، مردم شروع به پارک غیرقانونی خودروهای خود کردند. گروهبان جان ویلسون خواستار آن شد که مأموران شروع به صدور جریمه پارکینگ برای خودروهای پارک شده غیرقانونی کنند. برای افراد زیر سن قانونی نیز جریمه صادر شد. ویلسون به دلیل مزاحمت‌هایی که ایجاد می‌شد (موسیقی بلند و صدای شکستن بطری‌ها) با صاحب مجتمع آپارتمانی تماس گرفت. ویلسون توسط مالک آپارتمان موافقت کرد که افراد غیر ساکن مجتمع را ترک کنند. ۳۰ تا ۴۰ افسر با تجهیزات ضد شورش - از جمله تفنگ‌های فلفلی - برای متفرق کردن جمعیت ۱۰۰۰ شرکت کننده جمع‌آوری شدند. مأموران در مقابل مجتمعی که ۱۵ تا ۲۰ دانش آموز از جمله تیموتی سی نلسون قصد خروج از آن را داشتند تجمع کردند، اما پلیس هیچ دستوری نداد. افسران شروع به شلیک گلوله‌های فلفل کردند که یکی از آنها به چشم نلسون اصابت کرد. او بلافاصله سقوط کرد و بعداً به بیمارستان منتقل شد و در آنجا دچار جراحات متعددی از جمله کوری موقت و از دست دادن دائمی بینایی شد. او چندین عمل جراحی را برای ترمیم جراحت تحمل کرد. نلسون بورسیه ورزشی خود را به دلیل مصدومیت از دست داد و مجبور شد از UC Davis کناره‌گیری کند. افسران نتوانستند هیچ اتهام جنایی علیه نلسون پیدا کنند. مدار نهم معتقد بود که استفاده از زور غیر منطقی بود و افسران مستحق مصونیت واجد شرایط نبودند.

### Plumhoff v. ریکارد (۲۰۱۴)
در ۱۸ جولای ۲۰۱۴، یک افسر پلیس وست ممفیس، دونالد ریکارد را به دلیل شکسته شدن چراغ جلو متوقف کرد. هنگامی که افسر با ریکارد صحبت می‌کرد متوجه شد که یک فرورفتگی در شیشه جلو وجود دارد و ریکارد بسیار نامنظم عمل می‌کند. افسر از ریکارد خواست از خودرو خارج شود. ریکارد در آن لحظه از صحنه گریخت. یک تعقیب و گریز با سرعت زیاد شروع شد که چند افسر دیگر درگیر شدند. ریکارد کنترل وسیله نقلیه خود را در یک پارکینگ از دست داد و افسران از وسایل نقلیه خود خارج شدند تا به ریکارد نزدیک شوند. ریکارد مجدداً سعی کرد فرار کند، با چند رزمناو پلیس برخورد کرد و نزدیک بود چند افسر را بزند. در این زمان افسران به روی ریکارد تیراندازی کردند. افسران در مجموع ۱۵ گلوله شلیک کردند که منجر به کشته شدن ریکارد و مسافرش شد. دیوان عالی حکم داد که استفاده از زور موجه است، زیرا معقول بودن عینی استفاده از نیروی مرگبار باید بر اساس موقعیتی باشد که در آن استفاده شده است، و نه بر اساس گذشته.

### Kisela v. هیوز (۲۰۱۸)
اندرو کیسلا، یک افسر پلیس توسان، کمتر از یک دقیقه پس از رسیدن به همراه دیگر افسران پلیس به گزارش زنی که به‌طور نامنظم درختی را با چاقو هک می‌کند، به هیوز شلیک کرد. هیوز یک چاقوی آشپزخانه بزرگ در اختیار داشت، به سمت هم اتاقی‌اش قدم برداشته بود و وقتی مکرراً به او گفته شد، از انداختن چاقو خودداری کرده بود. پس از تیراندازی، افسران متوجه شدند که هیوز سابقه بیماری روانی داشته است. همه افسران بعداً اظهار داشتند که معتقدند هیوز تهدیدی برای هم اتاقی است. هیوز از افسر با ادعای «استفاده بیش از حد از زور» در نقض اصلاحیه چهارم شکایت کرد. دادگاه عالی به نفع افسر Kisela رای داد و اظهار داشت که یک افسر معقول برای پیش‌بینی تصمیمات قضایی «که هنوز وجود ندارد در مواردی که الزامات اصلاحیه چهارم بدیهی نیست» لازم نیست.

## آمار ایالات متحده
از ۴۰ میلیون نفر در ایالات متحده که با پلیس تماس چهره به چهره داشتند، ۱٫۴٪ یا ۵۷۴۰۰۰ نفر، استفاده از زور یا تهدید به استفاده از زور را گزارش کردند. حدود یک چهارم از ۵۷۴۰۰۰ حادثه مربوط به این بود که افسر پلیس اسلحه را به سمت موضوع حادثه نشانه رفته بود و ۵۳٫۵ درصد از حوادث شاهد استفاده از نیروی فیزیکی مانند لگد، گرفتن و هل دادن توسط افسر بود. علاوه بر این، ۱۳٫۷ درصد از افرادی که علیه خود زور استفاده کرده‌اند یا تهدید به استفاده از زور شده‌اند به اداره افسران متخلف شکایت کرده‌اند. تقریباً ۷۵ درصد از کسانی که از یک افسر پلیس از زور استفاده کردند یا تهدید به استفاده از زور شده بودند، معتقد بودند که این کار بیش از حد و غیر موجه است. این آمار در سراسر نژادهای قفقازی، آفریقایی آمریکایی و اسپانیایی تطابق داشت.
گزارش واشینگتن پست نشان داد که ۳۸۵ آمریکایی در پنج ماه اول سال ۲۰۱۵ توسط افسران مجری قانون به ضرب گلوله کشته شدند که به‌طور متوسط بیش از دو تیراندازی مرگبار در روز بود که بیش از دو برابر آمار رسمی گزارش شده بود. ۲۲۱ نفر از کشته شدگان مسلح به اسلحه و ۶۸ نفر به چاقو یا تیغه‌های دیگر مسلح بودند.

## صفات افسر

### تحصیلات
مطالعات نشان داده است که نیروهای مجری قانون با تحصیلات دانشگاهی (معمولاً دارای مدرک دو ساله) بسیار کمتر از آنهایی که دارای تحصیلات اندک یا بدون تحصیل هستند، از زور استفاده می‌کنند. در مواردی که افسران تحصیل کرده از زور استفاده می‌کنند، معمولاً نیروی «معقول» تلقی می‌شود. علیرغم این یافته‌ها، تعداد بسیار کمی - فقط ۱٪ - از نیروهای پلیس در ایالات متحده دارای شرایط تحصیلی برای کسانی هستند که به دنبال پیوستن به نیروهای خود هستند. برخی استدلال می‌کنند که کار پلیس عمیقاً مستلزم تجربه ای است که فقط از کار واقعی در این زمینه به دست می‌آید.

### تجربه
استدلال می‌شود که مهارت‌های انجام وظایف اجرای قانون به خوبی نمی‌تواند از یک محیط کلاس درس تولید شود. این مهارت‌ها از طریق قرار گرفتن مکرر در موقعیت‌های اجرای قانون در حین کار بهتر به دست می‌آیند. نتایج در مورد اینکه آیا میزان تجربه یک افسر به احتمال استفاده از زور کمک می‌کند یا خیر در بین مطالعات متفاوت است.

### سایر خصوصیات
کاملاً مشخص نشده است که نژاد، طبقه، جنسیت، سن و غیره یک افسر بر احتمال استفاده از زور تأثیر بگذارد. عوامل موقعیتی ممکن است وارد عمل شوند.

#### سندرم اسپلیت ثانیه
سندرم اسپلیت ثانیه نمونه ای از نحوه استفاده از زور می‌تواند مبتنی بر موقعیت باشد. افسران خوش نیت ممکن است در شرایطی که باید سریع تصمیم بگیرند به استفاده از زور خیلی سریع متوسل شوند.

## ویژگی‌های دپارتمان
سیاست‌های استفاده از زور می‌تواند بین بخش‌ها متفاوت باشد. نوع سیاست‌های ایجاد شده و اینکه آیا آنها اجرا می‌شوند یا نه، می‌تواند بر احتمال استفاده افسران از زور تأثیر بگذارد. اگر خط‌مشی‌ها ایجاد شوند، اما به‌شدت توسط بخش اجرا نشوند، ممکن است سیاست‌ها تفاوتی ایجاد نکنند. برای مثال، پرونده رادنی کینگ به‌عنوان مشکلی توصیف شد که نظارت دپارتمان در مورد سیاست‌های زور (بیش از حد) شفاف نبود. آموزش ارائه شده توسط دپارتمان نیز می‌تواند یک عامل کمک کننده باشد، هرچند که اخیراً شامل اطلاعاتی در مورد زمان استفاده از زور و نه نحوه استفاده از زور می‌شود.
یکی از سیاست‌های سطح دپارتمان که در حال حاضر مورد مطالعه قرار گرفته و مورد درخواست بسیاری از شهروندان و سیاستمداران است، استفاده از دوربین‌های بدن توسط افسران است. در یک مطالعه نشان داده شد که دوربین‌های بدنه استفاده از نیرو را تا ۵۰ درصد کاهش می‌دهند.

## سطوح جرم و جنایت
در سطح خرد، سطوح جرم خشونت‌آمیز در محله احتمال استفاده از نیروی مجری قانون را افزایش می‌دهد. در مقابل، در سطح متوسط، جنایات خشونت‌آمیز محله تأثیر چندانی بر استفاده از زور ندارد.

## انگلستان و ولز
در انگلستان و ولز استفاده از نیروی (معقول) برای پلیس و هر شخص دیگری از بخش ۳ قانون کیفری ۱۹۶۷ ارائه می‌شود که بیان می‌کند:
«شخصی می‌تواند از نیرویی که در شرایط معقول است برای پیشگیری از جرم، یا در دستیابی یا کمک به دستگیری قانونی مجرمان یا مظنونان مجرم یا افرادی که به‌طور غیرقانونی آزاد شده‌اند، استفاده کند».
توسل به زور در صورتی مشروع تلقی می‌شود که بر اساس واقعیاتی که متهم صادقانه به آنها اعتقاد داشته ضروری و معقول باشد.
(مقررات بیشتر در مورد اینکه چه زمانی زور «معقول است» توسط بخش ۷۶ قانون عدالت کیفری و مهاجرت ۲۰۰۸ ارائه شده است)

## یادداشت
1. ↑  "Police Use of Force". National Institute of Justice. Office of Justice Programs. Retrieved September 26, 2014.
2. ↑  Nazemi, Sandra. "Sir Robert Peel's Nine Principals Applied to Modern Day Policing". lacp.org. Retrieved 31 October 2014.
3. ↑  Head, Michael (2005). "Head, Michael --- "Calling Out the Troops - Disturbing Trends and Unanswered Questions" [2005] UNSWLawJl 33; (2005) 28(2) UNSW Law Journal 479". University of New South Wales Law Journal.
4. ↑  "Archived copy" (PDF). Archived from the original (PDF) on February 18, 2006. Retrieved 2005-12-13.{{cite web}}:  نگهداری یادکرد:عنوان آرشیو به جای عنوان (link)
5. ↑  "The Use-of-Force Continuum". National Institute of Justice (به انگلیسی). Retrieved 2020-12-07.
6. ↑  "Graham vs. Connor" (PDF). Archived from the original (PDF) on October 21, 2014. Retrieved August 4, 2016.
7. ↑  https://www.policeone.com/police-products/firearms/articles/1271618-How-police-officers-can-avoid-claims-of-excessive-force/ بایگانی‌شده  در ۲۹ سپتامبر ۲۰۱۹ توسط Wayback Machine citing Graham v. Connor, 490 U.S. 386 (1989)
8. ↑  "Tennessee v. Garner". Retrieved August 12, 2015. [Deadly] force may not be used unless necessary to prevent the escape [of a fleeing suspect] and the officer has probable cause to believe that the suspect poses a significant threat of death or serious physical injury to the officer or others.
9. ↑  "How police officers can avoid claims of excessive force". Archived from the original on 29 September 2019. Retrieved 28 July 2022.
10. ↑  Payne v. Pauley, 337 F.3d 767, (7th Cir. 2003)
11. ↑  "Nelson v. City of Davis". Retrieved August 12, 2015.
12. ↑  Plumhoff v. Rickard, 134 S. Ct. 2012, 572 U.S. , 188 L. Ed. 2d 1056 (2014).
13. ↑  Kisela v. Hughes :: 584 U.S. (2018)
14. ↑  U.S. Department of Justice. (2011). Contacts Between Police and the Public, 2008. (NCJ 234599). Washington, DC.
15. ↑  Kimberly Kindy (May 30, 2015). "Fatal police shootings in 2015 approaching 400 nationwide". The Washington Post.
16. ↑  Galvan, Astrid (November 30, 2010). "Study: Educated Cops Less Likely To Use Force". Albuquerque Journal. Retrieved October 10, 2014.
17. ↑  Rydberg, Jason; Terrill, William (2010). "The Effect of Higher Education on Police Behavior". Police Quarterly. 13 (1): 92–120. doi:10.1177/1098611109357325.
18. ↑  Paoline III, Eugene A.; Terrill, William (February 2007). "Police Education, Experience, and the Use of Force". Criminal Justice and Behavior. 34 (2): 182. doi:10.1177/0093854806290239.
19. ↑  Terrill, William (February 2007). "Police Education, Experience, and the Use of Force". Criminal Justice and Behavior. 34 (2): 182. Retrieved November 14, 2014.
20. ↑  Travis, Jeremy; Chaiken, Jan; Kaminski, Robert (October 1999). "Use of Force by Police" (PDF). National Institute of Justice: 9. Retrieved November 7, 2014.
21. ↑  Barak Ariel; William A. Farrar; Alex Sutherland (2014). "The Effect of Police Body-Worn Cameras on Use of Force and Citizens' Complaints Against the Police: A Randomized Controlled Trial" (PDF). Journal of Quantitative Criminology.
22. ↑  Lee, H.; Vaughn, M. S.; Lim, H. (2014). "The effect of neighborhood crime levels on police use of force: An examination at micro and meso levels". Journal of Criminal Justice. 42 (6): 491–499. doi:10.1016/j.jcrimjus.2014.09.003.
23. ↑  «CPS: Self-Defence and the Prevention of Crime». بایگانی‌شده از اصلی در ۵ مارس ۲۰۱۶. دریافت‌شده در ۲۸ ژوئیه ۲۰۲۲.